# Harpyionycterinae
De Harpyionycterinae zijn een onderfamilie van vleermuizen uit de familie van de vleerhonden (Pteropodidae). De onderfamilie telt vier geslachten.

## Indeling
De onderfamilie telt vier geslachten.
- Aproteles
- Boneia
- Dobsonia
- Harpyionycteris